# Pat Corley
Cleo Pat Corley (Dallas, 1 de junho de 1930 - Los Angeles, 11 de setembro de 2006) foi um ator estadunidense.
Depois de prestar serviços no Exército dos Estados Unidos durante a Guerra da Coreia, onde fazia shows de entretenimento para as tropas, entrou no "Stockton College" para estudar dança.
Quando mudou-se para Nova York, frequentou a "American Theatre Wing" (não é uma escola, mas uma organização dedicada a apoiar a excelência e a educação no teatro) e passou a apresentar-se na Broadway. Em 1969, estreou na televisão, atuando na série "N.Y.P.D." e em 1974, estreou no cinema, no filme policial "The Super Cops".
Na televisão, seus papeis de destaque foram: Phil, o dono de um bar em "Murphy Brown"; o legista-chefe Wally Nydorf em "Hill Street Blues"
 ou o matador de aluguel Frankie Tate no episódio "Gunfight at the So-So Corral" de Moonlighting.
No cinema, trabalhou em inúmeras produções, entre elas: "Audrey Rose", "Coming Home", "Night Shift", "Curse of the Pink Panther" ou "Come Early Morning" (de 2006, seu último filme).

## Morte
O ator morreu de uma insuficiência cardíaca após uma cirurgia, no "Cedars-Sinai Medical Center" de Los Angeles, no dia 11 de setembro de 2006.

## Filmografia (incompleta)
- The Super Cops (1974)
- Law and Disorder (1974)
- Get Christie Love! (1974)
- Kojak (1974)
- Delvecchio (1976)
- The Blue Knight (1974)
- Alexander: The Other Side of Dawn (1977; telefilme)
- Roots (1977)
- Audrey Rose (1977)
- Martinelli, Outside Man (1977)
- The Paper Chase (1978)
- The Amazing Spider-Man (1978)
- And I Alone Survived (1978)
- Flesh and Blood (1979)
- The Last Word (1979)
- Loving Couples (1980)
- Mr. Merlin (1981)
- Of Mice and Men (1981)
- The Executioner's Song (1982)
- Starflight: The Plane That Couldn't Land (1983)
- I Want To Live (1983)
- Curse of the Pink Panther (1983)
- Stark (1985)
- Hardcastle and McCormick (1985)
- Silent Witness (1985)
- The Stepford Children (1987)
- Carol Leifer: Gaudy, Bawdy, and Blue (1992)
- Saved By The Bell: Wedding In Las Vegas (1994)
- Murder One (1995)
- Purgatory Flats (2003)
- Come Early Morning (2006)